# ويليام فرنسيس بريس
ويليام فرنسيس بريس (بالإنجليزية: William Brace) هو جيولوجي أمريكي، ولد في 26 أغسطس 1926 في ليتلتون في الولايات المتحدة، وتوفي في 2 مايو 2012.